# Laghi di Cornisello
I laghi di Cornisello sono due bacini naturali delle Alpi Retiche meridionali nella Val Nambrone (tributaria della Val Rendena) in Trentino.
Di color verde-azzurro occupano il fondo di una valle a circa 2000 m di altitudine contorniata da splendide cime: la Cima Presanella, l'aguzzo Cornisello e la Cima d'Amola.
Questi due laghetti alpini erano poco conosciuti a causa  delle molte ore di cammino che occorrevano per salirvi. Oggi sono invece collegati al fondo valle da una strada asfaltata di 13 km, che termina nei pressi dell'omonimo rifugio. Nelle loro torbide acque vivono molti pesci di piccola taglia (trote, salmerini alpini e cavedani) che però si riescono a vedere solo quando mangiano a galla.
Il lago superiore è il più grande, possiede molti torrentelli immissari e verso nord presenta un minuscolo isolotto. A sud-est esce l'emissario che inizialmente si infrange fragorosamente contro  grandi blocchi di tonalite terminando la sua corsa facendo da immissario al lago Cornisello Inferiore.